# Cyrille Gerstenhaber
Pour les articles homonymes, voir Gerstenhaber.
Cyrille Gerstenhaber est une chanteuse soprano française, spécialiste du répertoire baroque.

## Biographie
Cyrille Gerstenhaber est née à Metz en Lorraine, où elle a grandi jusqu'à l'âge de 20 ans. A 17 ans, elle entre au conservatoire de Metz dans la classe de Gérard Friedman. Après des études littéraires à l'université de Strasbourg, elle est élève d'Hélène Roth au conservatoire de Colmar, et reçoit un prix de chant en 1989, bientôt suivi de trois autres en 1990 au conservatoire de Strasbourg (chant, musique de chambre, formation musicale), ainsi qu'un diplôme supérieur de musique ancienne. Elle commence sa carrière à l'atelier lyrique de l'opéra de Lyon, dirigé par Claire Gibault. Le bel canto n'est pas son répertoire de prédilection. Elle préfère aujourd'hui se consacrer à un répertoire offrant à la fois plus de contrastes, mais aussi plus de nuances et de délicatesse, celui de la musique baroque, indépendamment de sa tessiture. Pour elle, « Prima le parole, poi la musica », les chanteurs sont des conteurs. 
Depuis 1996, elle participe aux recherches de l'ensemble XVIII-21 fondé par Jean-Christophe Frisch, Musique des Lumières, devenu Le Baroque nomade.
En 2017, elle lance Anipo, une plateforme communautaire qui lutte contre le trafic des instruments volés en facilitant leur identification par les autorités et les acheteurs potentiels.

## Principaux rôles
- Papagena dans La Flûte enchantée de Mozart
- L'Amour des trois oranges de Prokofiev
- Les Malheurs d'Orphée de Darius Milhaud
- Pascal Dusapin
- Gérard Condé
- Hugues Dufourt
- Johannes Schollhörn
- Marie-Madeleine dans Le Mystère de la Passion, extrait de la fin des Carmina Burana du XIIIe, mis en scène Pierre Barrat, dir. Marcel Pérès, 1989
- Orféo de Monteverdi, dir. Jean Claude Malgoire[4]
- Narciso de Scarlatti
- Purcell
- Les Indes galantes de Rameau
- Castor et Pollux de Rameau, 1996
- Maestrina dans Cuore-opera de Carlo Carcano
- Mélodies de Théodore Gouvy sur des poèmes de la Pléiade

## Discographie
- Mystère de la Passion, extrait des Carmina Burana du XIIIe, ens. Organum, dir. Marcel Pérès 1989
- Castor et Pollux (version de chambre de 1754), esn. XVIII-21, dir.Jean-Christophe Frisch1998
- Scarlatti : Cantates pur nel sonno, ens. XVIII-21, dir. Jean-Christophe Frisch
- Couperin : Leçons des ténèbres, ens. VIII-21, dir. Jean-Christophe Frisch
- Marcello : Psaumes de David, ens. XVIII-21, dir. Jean-Christophe Frisch
- Vêpres à la Vierge en Chine, ens. XVIII-21, dir. Jean-Christophe Frisch 2003
- Pellegrino, Pietro della Valle, ens. XVIII-21, dir. Jean-Christophe Frisch
- Codex Caïoni, ens. XVIII-21, dir. Jean-Christophe Frisch
- Musiques pour le Saint-Suaire, Bernard Spizzi dir., Harmonia mundi, 2003[5]